# Anathallis limbata
Anathallis limbata là một loài thực vật có hoa trong họ Lan. Loài này được (Cogn.) Luer mô tả khoa học đầu tiên năm 2009.